# Мидтандер, Эмбер
Э́мбер Мидта́ндер (англ. Amber Midthunder; род. 26 апреля 1997, Санта-Фе, Нью-Мексико, США) — американская актриса. Наиболее известна по ролям Кэрри Лаудермилк в телесериале «Легион» и Нару в фильме «Добыча», пятой части франшизы «Хищник».

## Биография
Её отец Дэвид Мидтандер является актёром, а мать — кастинг-директором. Является членом индейской резервации Форт-Пек. Своё детство провела в Санта-Фе, штат Нью-Мексико. С детских лет интересовалась профессией актрисы и позднее выбрала для себя это направление, ей было 9 лет, когда она сыграла свою первую роль девушки из кондитерской в фильме «Чистка до блеска» (2008). В дальнейшем снималась в постановках в Нью-Мексико. Позже переехала в Лос-Анджелес, штат Калифорния, где было больше возможностей для построения карьеры актрисы.

## Фильмография
| Год       | Название на русском      | Название на английском             | Роль                   | Примечания                     |
| --------- | ------------------------ | ---------------------------------- | ---------------------- | ------------------------------ |
| 2001      |                          | The Homecoming of Jimmy Whitecloud | маленькая девочка      |                                |
| 2008      | Чистка до блеска         | Sunshine Cleaning                  | девочка в кондитерской |                                |
| 2008      | На трезвую голову        | Swing Vote                         | третья студентка       |                                |
| 2009      | Исчезновение             | Not Forgotten                      | молодая Амая           |                                |
| 2014      | Полиция Дранктауна       | Drunktown’s Finest                 | первая модель          |                                |
| 2014      | Банши                    | Banshee                            | Лана Клири             | Bloodlines, The Warrior Class  |
| 2012—2014 | Лонгмайер                | Longmire                           | Лилли Стиллуотер       | Pilot, Miss Cheyenne           |
| 2015      | Жизнь робота             | Spare Parts                        | Никки                  |                                |
| 2015      | Раскопки                 | Dig                                | старлетка              | Emma Wilson’s Father           |
| 2015      | Обнажённая               | Bare                               | Малия                  | В титрах не указана            |
| 2016      | Древние                  | The Originals                      | Кейла Макиннис         | Эпизод: «Alone with Everybody» |
| 2016      | Любой ценой              | Hell or High Water                 | Нэтали Мартинез        |                                |
| 2016      | Бесценная                | Priceless                          | Мария                  |                                |
| 2017—2019 | Легион                   | Legion                             | Кэрри Лаудермилк       | Регулярная роль                |
| 2019—2022 | Розуэлл, Нью-Мексико     | Roswell, New Mexico                | Роза Ортехо            | Регулярная роль                |
| 2021      | Ледяной драйв            | The Ice Road                       | Танту                  | [ 21 ] [ 22 ]                  |
| 2021      | Заступник                | The Marksman                       | сотрудник на АЗС       |                                |
| 2021      | Колесо                   | The Wheel                          | Albee                  | сопродюсер                     |
| 2022      | Добыча                   | Prey                               | Нару                   | [ 23 ] [ 24 ]                  |
| 2023      | Герой наших снов         | Dream Scenario                     | Хейли                  |                                |
| 2024      | Аватар: Легенда об Аанге | Avatar: The Last Airbender         | принцесса Юи           | [ 25 ]                         |
| 2025      | Опус                     | Opus                               | Белль                  |                                |
| 2025      | Новокаин                 | Novocaine                          | Шерри Макгрейв         |                                |
| 2025      | Хищник: Убийца убийц     | Predator: Killer of Killers        | Нару                   |                                |